# Jasmin Wagner
Jasmin Wagner, (Hamburgo, Alemania, 20 de abril de 1980) más conocida como Blümchen (florecita), es una cantante que ha cosechado varios discos de oro y platino. Aunque en sus comienzos sus canciones tenían un claro estilo rave poco a poco se fueron suavizando a música dance y a música pop (su último álbum).
Ha realizado pequeñas incursiones en el mundo del teatro y cine como actriz, también en el mundo de la moda como modelo y en la televisión como presentadora. Conocida por el sobrenombre que le puso su madre siendo niña (Blümchen, florecita en alemán o Blossom en inglés para los discos que sacó en el mercado japonés).

## Carrera musical
Comenzó actuando como animadora para el equipo de squad Hamburg Blue Angels. En 1995, conoció a los productores Stani Djukanovic y Arn Schürmann en una fiesta de la Neue Deutsche Welle dónde Jasmin cantaba. En febrero de 2001 después de 9 álbumes, 17 sencillos, 4 giras y actuaciones en más de 30 países se retira del mundo de la música. Posteriormente y bajo su verdadero nombre (Jasmin Wagner) ha editado sin mucho éxito el sencillo «Leb deinen traum» así como alguna que otra canción con fines caritativos.
Su música es conocida como una de las mejores y más respetadas del panorama dance y eurodance de los '90s. Sus canciones van desde las baladas más lentas con 50 BPM hasta sus éxitos a 190 BPM con un amplio abanico de géneros musicales (baladas, dance, trance, rave, happy hardcore, pop, eurodance).        
Durante muchos años ha habido rumores en los medios de comunicación de que muy posiblemente en sus primeros álbumes de estudio la cantante principal fue Alexandra Prinz, más conocida como Alex Prince, según los rumores la vocalista alemana de ascendencia brasileña muy solicitada en aquella época en varios proyectos, aportaba voz principal mientras Jasmin colaboraba en coros, partes habladas, raps y gritos durante las sesiones de grabación, debido a que su voz era más limitada para el canto, algo que nunca se llegó a confirmar posiblemente por contrato y para poder salvaguardar su imagen artística.
Después de varios años retirada de la industria musical, regresa de nuevo como Blümchen en el 2019 con nuevo sencillo llamado «Computerliebe» y una nueva gira de conciertos.
En 2021 saca un nuevo sencillo llamado "Gold", de clara tendencia techno-pop. 

## Carrera cinematográfica
Jasmin también ha realizado diversos cameos en varias películas, su aparición más notable en Driven, protagonizada por Sylvester Stallone. 

## Carrera moda
Su carrera como modelo comienza a los 4 años apareciendo en el catalog Petrol. En 1998 Jasmin fue elegida imagen oficial de la línea de productos Tommy Girl de Tommy Hilfiger, posando para Hilfiger como modelo de ropa en Alemania. También promociona su propia línea de productos cosméticos Jamila desde 2002.

## Premios
1996
- RSH Gold «Mejor cantante»
- Bravo Gold Otto
- Popcorn Award «Mejor cantante»
- Pop/Rocky Award

1997
- Echo Award «Mejor artista nacional»
- RSH Gold
- Bravo, Gold Otto (varias categorías)
- Popcorn Award (superando a Mariah Carey)
- Pop/Rocky Schlumf Award (superando de largo a Toni Braxton)
- Golden Stimmgabel en la categoría «Disco/Dance Music»
- VIVA Awards (Nominación)

1998
- ZDF Golden Tuning Fork
- Bravo, Gold Otto (varias categorías)
- Pop/Rocky Schlumf Gold Award
- RSH Gold Award

1999
- ZDF Golden Tuning Fork Nominee
- VIVA Awards Nominee
- ENERGY Award (Suecia)
- Bravo, Silver Otto «Mejor cantante»
- Echo Award

2000
- Bravo Bronze Otto
- Popcorn Bronze Award
- Echo Award Nominee

2003
- Maxim Magazine (Germany) Mujer del año

## Álbumes

### como Blümchen
| Year | Title               | Lista alemana |
| ---- | ------------------- | ------------- |
| 1996 | Herzfrequenz        | 18            |
| 1997 | Verliebt...         | 7             |
| 1998 | Jasmin              | 8             |
| 1999 | Live in Berlin      | 57            |
| 2000 | Die Welt gehört dir | 18            |
| 2001 | Für immer und ewig  | 95            |

### como Blossom
| Year | Title     |
| ---- | --------- |
| 1996 | Heartbeat |
| 1997 | In Love   |

### como Jasmin Wagner
| Title                                     | Year           | Lista alemana |
| ----------------------------------------- | -------------- | ------------- |
| Jasmin Die Welt Gehört Dir Die Versuchung | 1998 2000 2006 | 8 18 98       |
| Von Herzen                                | 2021           | 6             |
| Das Beste aus den 90ern                   | 2023           |               |

## Sencillos

### como Blümchen
| Año  | Título                              | Lista alemana | Álbum                   |
| ---- | ----------------------------------- | ------------- | ----------------------- |
| 1996 | Herz an Herz                        | 4             | Herzfrequenz            |
| 1996 | Kleiner Satellit (Piep, Piep)       | 9             | Herzfrequenz            |
| 1996 | Boomerang                           | 7             | Herzfrequenz            |
| 1996 | Du und ich                          | 17            | Herzfrequenz            |
| 1996 | Bicycle Race (Queen cover)          | 28            | Herzfrequenz            |
| 1997 | Nur geträumt (Nena cover)           | 6             | Verliebt...             |
| 1997 | Verrückte Jungs                     | 22            | Verliebt...             |
| 1997 | Gib mir noch Zeit                   | 9             | Verliebt...             |
| 1997 | Sesam-Jam (Der, die, das)           | 26            |                         |
| 1998 | Blaue Augen (Ideal cover)           | 19            | Jasmin                  |
| 1998 | Ich bin wieder hier (Rozalla cover) | 12            | Jasmin                  |
| 1998 | Es ist vorbei                       | 24            | Jasmin                  |
| 1999 | Heut ist mein Tag                   | 15            | Jasmin - Die Fanedition |
| 1999 | Unter'm Weihnachtsbaum              | 31            | Live in Berlin          |
| 2000 | Ist deine Liebe echt?               | 24            | Die Welt gehört dir     |
| 2000 | Die Welt gehört mir                 | 96            | Die Welt gehört dir     |
| 2001 | Ich vermisse dich                   | 50            | Die Welt gehört dir     |

### como Blossom
| Año  | Título                                                                  | Álbum     |
| ---- | ----------------------------------------------------------------------- | --------- |
| 1996 | Heart to Heart (versión en inglés de "Herz an Herz")                    | Heartbeat |
| 1996 | You And Me (versión en inglés de "Du und ich")                          | Heartbeat |
| 1996 | Bicycle Race                                                            | Heartbeat |
| 1997 | Just A Dream (versión en inglés de "Nur geträumt")                      | In Love   |
| 1997 | Give Me More Time (versión en inglés de "Gib mir noch Zeit")            | In Love   |
| 1997 | Key To Paradise (Promo Only) (versión en inglés de "Du bist die Insel") | In Love   |

### como Jasmin Wagner
| Año  | Título                                                        | Lista alemana | Álbum          |
| ---- | ------------------------------------------------------------- | ------------- | -------------- |
| 2001 | Santa Claus Is Coming To Town                                 |               |                |
| 2003 | Leb deinen Traum                                              | 24            |                |
| 2004 | Helden wie wir                                                | 68            |                |
| 2006 | Männer brauchen Liebe                                         | 99            | Die Versuchung |
| 2006 | Komm schon werd wütend/Morgen wenn ich weg bin (Radio Single) |               | Die Versuchung |